# Polistes kirbyanus
Polistes kirbyanus (лат.) — ископаемый вид ос из подсемейства Polistinae семейства Vespidae. Обнаружены в поздних миоценовых отложениях Европы. Германия (Öhningen).
Длина тела 13,0 мм, длина переднего крыла 11,0 мм.
Вместе с другими ископаемыми видами ос, такими как Palaeopolistes jattioti, Polistes industrius, Polistes signatus, Polistes attavinus, Polybia anglica, Polybia oblita, Polistes vergnei являются древнейшими бумажными осами подсемейства полистины. Вид был впервые описан в 1915 году американским энтомологом Теодором Коккереллом (Theodore Dru Alison Cockerell; 1866—1948).